# Sangertog gjennem Sundet
Sangertog gjennem Sundet is een compositie van Niels Gade. Het is een wat afwijkend werk binnen het oeuvre van deze Deense componist. Hij schreef het voor mannenkoor en koperblazers voor een zangfestival op Jutland. Het is een humoristisch werk over het wel en wee van inwoners van Kopenhagen. Het werd gezongen door mannen uit Jutland en Kopenhagen. De tekst werd geleverd door Johan Martin Koch, die zijn naam had gewijzigd in Martin Kok (1850-1942). Het werk is bijna van de aardbodem verdwenen. De versie van mannenkoor met piano is nog wel enigszins bekend door een uitgave van Wilhelm Hansen Edition.